# Kišiněv
Kišiněv (rumunsky Chișinău, [kišineu]; rusky Кишинёв, Kišiňov) je největší a hlavní město Moldavska. Zároveň je také průmyslovým a obchodním centrem státu. Toto město je považováno za jedno z nejzelenějších v Evropě. Nachází se ve středu země na řece Bîc. Ekonomicky je město zdaleka nejlépe prosperujícím v zemi a jako nejdůležitější město Moldavska nabízí širokou škálu vzdělávacích institucí. Žije zde přibližně 567 tisíc obyvatel.

## Etymologie
O původu jména existují dvě hlavní teorie. První z nich říká, že Chișinău pochází ze spojení starorumunského slova chișla (pramen) a nouă (nový), protože město bylo postaveno v okolí pramene. Nyní je tento symbolický pramen u křižovatky ulic Puškinovy a Albișoara.
Naproti tomu podle historika Ștefana Ciobanu má název Chișinău stejný původ jako název města Chișineu-Criș v aradské župě v západním Rumunsku, poblíž hranice s Maďarskem. Jeho jméno je původně maďarské a zní Kisjenő, což je spojením slova kis „malý“ a Jenő, tedy jednoho ze sedmi maďarských kmenů, které přišly koncem 9. století do Panonské pánve a daly názvy několika desítkám osad.

## Historie

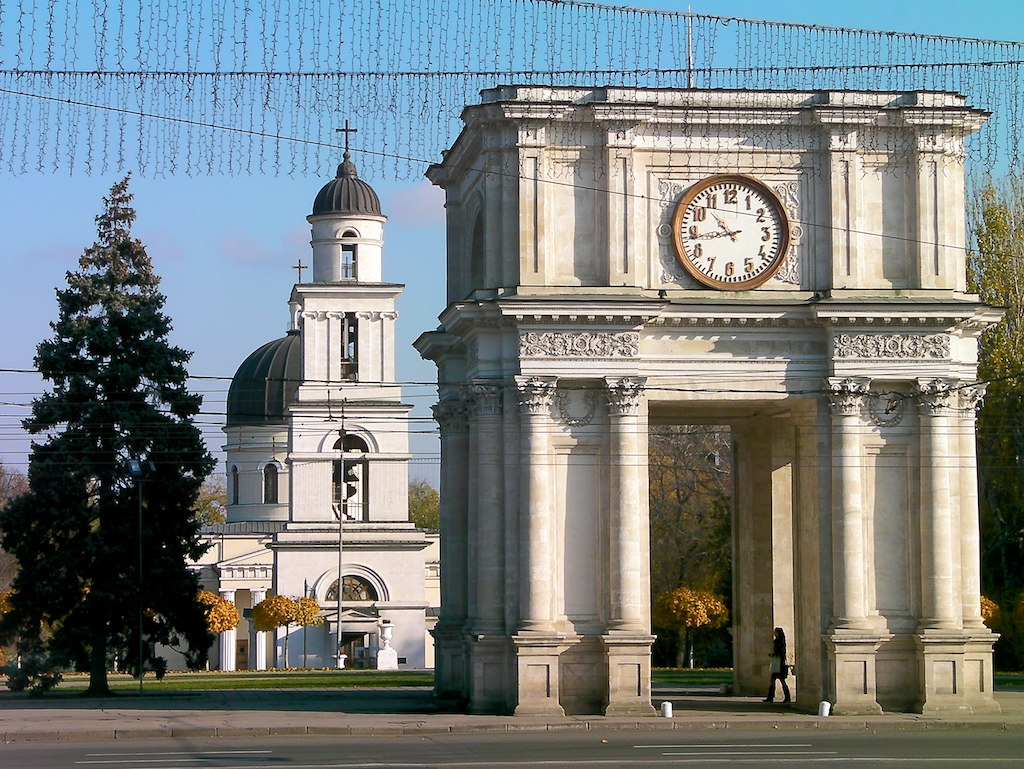
Vítězný oblouk a katedrála Narození Páně

Dnes již moderní velkoměsto Kišiněv se poprvé připomíná v roce 1436 jako klášterní obec Moldavska, v němž zůstala do roku 1812. Tvořila centrální část Moldavského knížectví až do vpádu osmanských Turků v 16. století. Do počátku 19. století mělo toto sídlo pouhých 7000 obyvatel. V roce 1812 se stal Kišiněv i s Moldavskem částí ruského impéria. V roce 1818 získal městská práva, byla vytyčena jeho urbanistická koncepce a během několika let byly postaveny první monumentální klasicistní stavby: katedrála Narození Páně a vítězný oblouk. Jeho populace byla z velké části židovská. Během 19. století se rozrostla na 92 000, do roku 1900 zde již žilo 125 787 obyvatel. První pogrom proti besarabským Židům vypukl v roce 1903, další organizovalo německé Einsatzkommando v letech 1941-1944, dvě třetiny z nich byly vyvražděny v ghettech a jejich synagogy zbořeny.

## Doprava
Ve městě žije okolo 800 tisíc obyvatel, z toho převážnou většinu tvoří Moldavané. V celé aglomeraci žije asi třetina celé moldavské populace. Městská doprava je poměrně dobrá: jezdí zde autobusy, trolejbusy a linková/sběrná taxi, tzv. maršrutky, což je mikrobus formálně pro 10 lidí (reálně se do něj vejde mnohem více). Kišiněvská doprava je poměrně rychlá a levná a řadí se k nejlepším v zemi. Taxi bývají hlavně v centru, kde je soustředěn veškerý ruch z celého města, ovšem pro místní obyvatele je tato služba již dražší. Vnitrostátní i mezinárodní spoje zajišťuje také kišiněvské letiště, které je největší a nejmodernější v Moldavsku.

## Centrum a pamětihodnosti

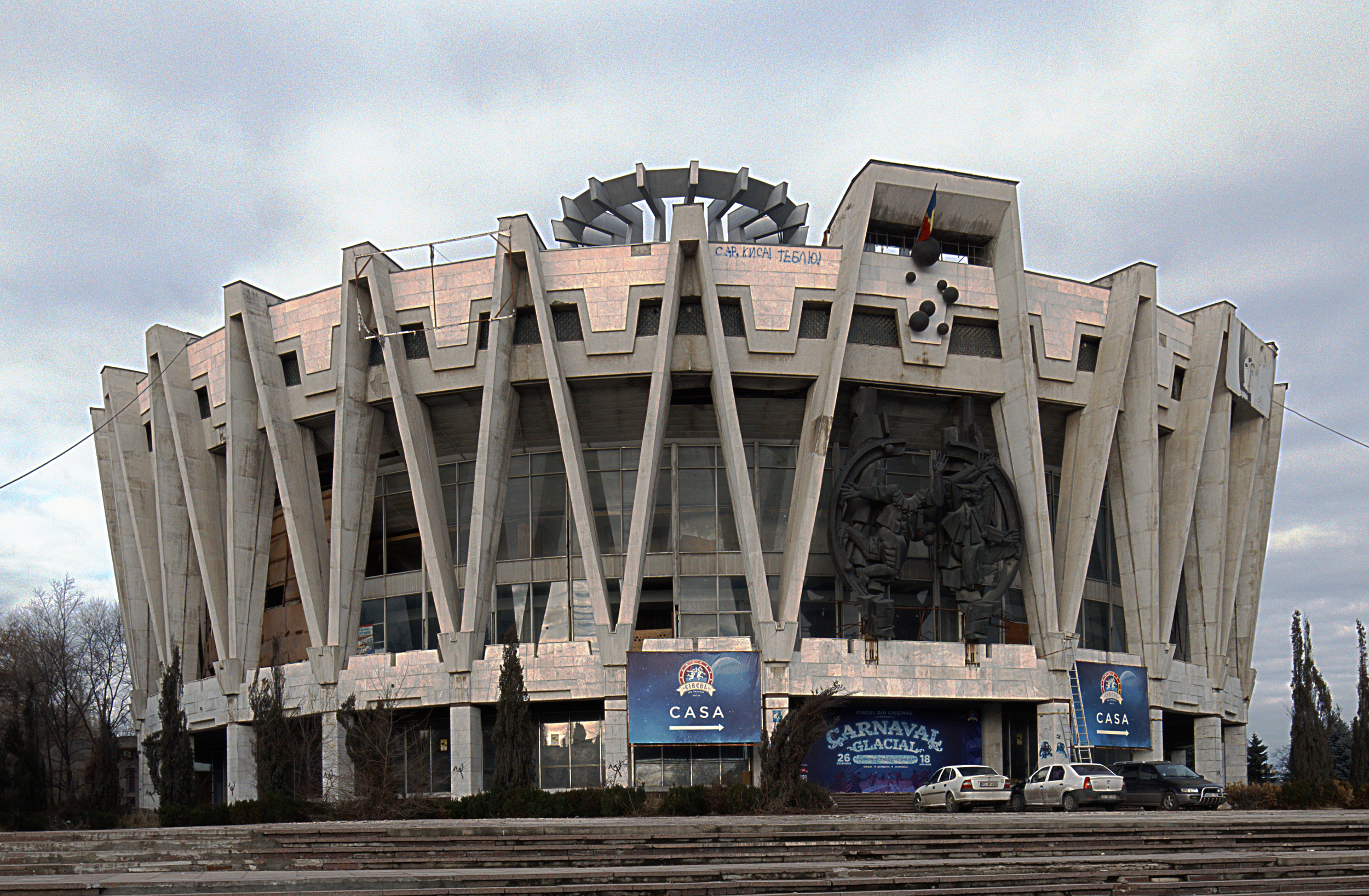
Budova státního cirkusu z roku 1981, ukázka architektury brutalismu

Třída Štěpána Velikého (bulevardul Ștefan Cel Mare și Sfânt), pojmenovaná po moldavském knížeti, dominuje centrální části města a je jedním z nejnavštěvovanějších a nejrušnějších míst ve městě. V centru města se nachází většina veřejných staveb:
- Parlament Moldavské republiky
- prezidentský palác
- sídlo vlády
- státní soud
- Národní knihovna Moldavska
- radnice
- římskokatolická katedrála Prozřetelnosti Boží
- katedrála Narození Páně moldavské pravoslavné církve
- chrám svaté Teodory ze Sihly rumunské pravoslavné církve
- Varhanní sál
- Národní divadlo Mihaie Eminescua
- Moldavské historické muzeum
- Dům-muzeum Alexandra Puškina
- cirkus, kino, hlavní banky a jiné. Do roku 1960 zde stál evangelický kostel
- mimo centrum: židovský hřbitov a jedna synagoga (v místní části Szklary)

## Sport
- FC Zimbru Chișinău - fotbalový klub
- FC Dacia Chișinău - fotbalový klub

## Geografie
Kišiněv leží na řece Bîc, přítoku Dněstru. Rozloha města je 123 km2.
Město leží ve střední části Moldavska a je obklopeno poměrně rovinatou krajinou s velmi úrodnou půdou.

### Podnebí
Kišiněv má vlhké kontinentální podnebí (Köppenova klasifikace podnebí Dfa), které se vyznačuje teplými léty a chladnými, větrnými zimami. Zimní minimální teploty jsou často nižší než 0 °C, i když zřídkakdy klesají pod -10 °C. V létě je průměrná maximální teplota přibližně 25 °C, avšak v polovině léta v centru města teploty občas dosahují 35 až 40 °C. Přestože průměrné srážky a vlhkost vzduchu v létě jsou poměrně nízké, bouřky se zde vyskytují zřídka, i když bývají silné.
Jarní a podzimní teploty se pohybují mezi 16 a 24 °C a srážky v tomto období bývají nižší než v létě, ale s častějšími, ale mírnějšími obdobími deště.
| Kišiněv – podnebí           | Kišiněv – podnebí | Kišiněv – podnebí | Kišiněv – podnebí | Kišiněv – podnebí | Kišiněv – podnebí | Kišiněv – podnebí | Kišiněv – podnebí | Kišiněv – podnebí | Kišiněv – podnebí | Kišiněv – podnebí | Kišiněv – podnebí | Kišiněv – podnebí | Kišiněv – podnebí |
| Období                      | leden             | únor              | březen            | duben             | květen            | červen            | červenec          | srpen             | září              | říjen             | listopad          | prosinec          | rok               |
| --------------------------- | ----------------- | ----------------- | ----------------- | ----------------- | ----------------- | ----------------- | ----------------- | ----------------- | ----------------- | ----------------- | ----------------- | ----------------- | ----------------- |
| Nejvyšší teplota [°C]       | 15,5              | 20,7              | 25,7              | 31,6              | 35,9              | 37,5              | 39,4              | 39,2              | 37,3              | 32,6              | 23,6              | 18,3              | 39,4              |
| Průměrné denní maximum [°C] | 1,1               | 3,4               | 9,2               | 16,4              | 22,3              | 26,1              | 28,4              | 28,3              | 22,3              | 15,5              | 8,1               | 2,7               | 15,3              |
| Průměrná teplota [°C]       | −1,8              | −0,2              | 4,5               | 11,0              | 16,8              | 20,7              | 22,9              | 22,6              | 17,0              | 10,8              | −4,8              | −0,2              | 10,7              |
| Průměrné denní minimum [°C] | −4,2              | −3,0              | 0,7               | 6,3               | 11,8              | 15,9              | 17,9              | 17,5              | 12,5              | 7,1               | −2,1              | −2,5              | 6,8               |
| Nejnižší teplota [°C]       | −28,4             | −28,9             | −21,1             | −6,6              | −1,1              | 3,6               | 7,8               | 5,5               | −2,4              | −10,8             | −21,6             | −22,4             | −28,9             |
| Průměrné srážky [mm]        | 35,9              | 31,0              | 35,0              | 39,1              | 53,9              | 64,9              | 67,0              | 49,0              | 47,5              | 47,2              | 43,0              | 40,5              | 554,0             |
| Dní se srážkami             | 8                 | 7                 | 11                | 13                | 14                | 14                | 12                | 10                | 10                | 11                | 12                | 10                | 132               |
| Dní se sněžením             | 13                | 13                | 8                 | 1                 | 0,03              | 0                 | 0                 | 0                 | 0                 | 0,4               | 5                 | 11                | 51                |
| Slunečných hodin            | 70                | 96                | 155               | 210               | 283               | 301               | 326               | 308               | 220               | 162               | 81                | 65                | 2 277             |
| Zdroj:                      |                   |                   |                   |                   |                   |                   |                   |                   |                   |                   |                   |                   |                   |

## Slavní rodáci
- Vladimir Mitrofanovič Puriškevič (1870–1920), ruský antisemitský politik
- Alexej Viktorovič Ščusev (1873–1949), sovětský architekt
- Alexandr Borisovič Goldenvejzer (1875–1969), sovětský klavírista a skladatel
- William Friedman (1891–1969), rusko-americký kryptolog
- Lewis Milestone (1895–1970), americký filmový režisér
- Maria Cebotari (1910–1949), rakouská zpěvačka
- Svetlana Toma (* 1947), moldavská herečka
- Avigdor Lieberman (* 1958), izraelský nacionalistický politik
- Viktor Bologan (* 1971), moldavský šachista
- Teťana Hucu (* 1976), ukrajinská gymnastka
- Dorin Chirtoacă (* 1978), moldavský politik
- Almira Scripcenco (* 1979), francouzská šachistka
- Dan Bălan (* 1979), moldavský popový hudebník
- Radu Albot (* 1989), moldavský tenista
- Călin Panfili (*1997), moldavsko/český raper a zpěvák

Ve městě během svého vyhnanství pobýval ruský básník Alexandr Sergejevič Puškin (1799–1837).

## Partnerská města

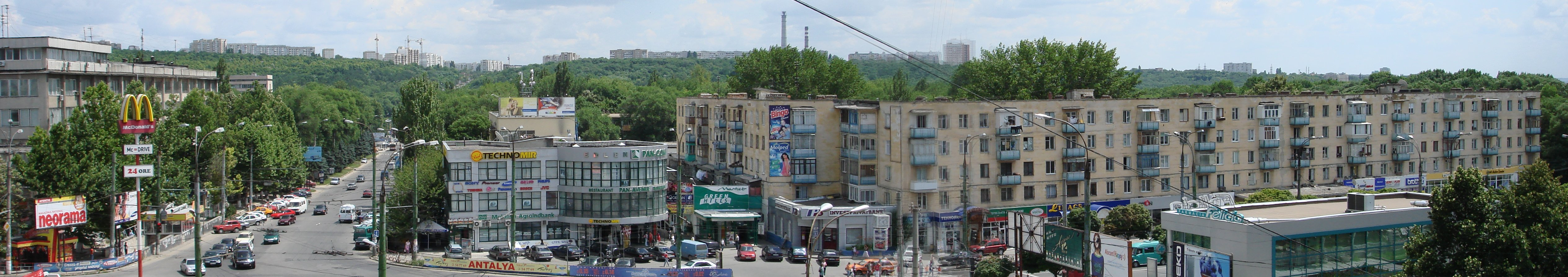
Panoráma čtvrti Rîșcani

- Alba Iulia, Rumunsko
- Ankara, Turecko
- Borlänge, Švédsko
- Bukurešť, Rumunsko
- Černovice, Ukrajina
- Grenoble, Francie
- Jasy, Rumunsko
- Jerevan, Arménie
- Kyjev, Ukrajina
- Mannheim, Německo
- Minsk, Bělorusko
- Oděsa, Ukrajina
- Reggio Emilia, Itálie
- Sacramento, USA
- Tbilisi, Gruzie
- Tel Aviv, Izrael